# Santa Teresa, San Juan de los Lagos
Santa Teresa är en ort i Mexiko.   Den ligger i kommunen San Juan de los Lagos och delstaten Jalisco, i den centrala delen av landet, 400 km nordväst om huvudstaden Mexico City. Santa Teresa ligger 1 828 meter över havet och antalet invånare är 116.
Terrängen runt Santa Teresa är en högslätt, och sluttar västerut. Runt Santa Teresa är det ganska tätbefolkat, med 65 invånare per kvadratkilometer. Närmaste större samhälle är San Juan de los Lagos, 10,5 km sydväst om Santa Teresa. Trakten runt Santa Teresa består till största delen av jordbruksmark.